# Valencias MotoGP 2006
Valencias MotoGP 2006 var ett race som kördes på Circuito Ricardo Tormo.

## MotoGP
Racet var inte särskilt underhållande, om man bortser från spänningen i mästerskapet, med knappt några omkörningar. Det som hände i racet var däremot mycket speciellt; då Valentino Rossi vurpade från en sjundeplats på det femte varvet när han låg bakom Casey Stoner. Han plockade upp cykeln och fortsatte, men hade förlorat för mycket tid och placeringar, och därmed även titeln. Istället gick titeln till Nicky Hayden, som gjorde ett stabilt jobb på tredje plats, med massor av Hondor bakom sig som skyddade honom från angrepp, och tog poäng ifrån Rossi. Därframme var det en trevlig överraskning. Troy Bayliss hoppade in istället för Sete Gibernau på en Ducati Marlboro, och visade Superbike-takter, då han vann racet före Loris Capirossi, efter att ha lett från start till mål. Det var Ducatis första dubbelseger i MotoGP. Capirossis andraplats räckte också för att ta honom förbi Marco Melandri i VM, och ge honom tredjeplatsen.

### Resultat
| Placering | Förare           | Märke    |
| --------- | ---------------- | -------- |
| 1         | Troy Bayliss     | Ducati   |
| 2         | Loris Capirossi  | Ducati   |
| 3         | Nicky Hayden     | Honda    |
| 4         | Dani Pedrosa     | Honda    |
| 5         | Marco Melandri   | Honda    |
| 6         | Toni Elías       | Honda    |
| 7         | Shinya Nakano    | Kawasaki |
| 8         | Kenny Roberts Jr | KR       |
| 9         | Colin Edwards    | Yamaha   |
| 10        | Carlos Checa     | Yamaha   |
| 11        | John Hopkins     | Suzuki   |
| 12        | Makoto Tamada    | Honda    |
| 13        | Valentino Rossi  | Yamaha   |
| 14        | James Ellison    | Yamaha   |
| 15        | Garry McCoy      | Ilmor    |